# The Big Bang Theory
The Big Bang Theory är en amerikansk situationskomedi skapad av Chuck Lorre och Bill Prady, som båda är seriens exekutiva producenter, tillsammans med Steven Molaro. Alla tre fungerar också som huvudförfattare. Serien hade premiär på CBS den 24 september 2007. I slutet av augusti 2018 offentliggjordes att den då innevarande säsongen, med premiär den 24 september i USA, skulle bli seriens avslutande, och den 16 maj 2019 sändes sista avsnittet. 
Serien utspelar sig i Pasadena, Kalifornien och kretsar kring fem personer:
- Leonard Hofstadter, experimentalfysiker vid California Institute of Technology.
- Sheldon Cooper, teoretisk fysiker vid samma lärosäte.
- Penny, deras granne.
- Howard Wolowitz, flygingenjör vid Jet Propulsion Laboratory.
- Rajesh Koothrappali, astrofysiker vid California Institute of Technology.

De fyra killarnas nördighet och intellekt kontrasterar med Pennys sociala färdigheter och sunda förnuft. Tre andra bifigurer har blivit uppflyttade till huvudroller för ett antal säsonger eller avsnitt:
- Leslie Winkle, en kollega vid California Instute of Technology.
- Bernadette Rostenkowski, doktorand och senare doktor inom mikrobiologi.
- Amy Farrah Fowler, neurobiolog.

Serien produceras av Warner Bros. Television och Chuck Lorre Productions.
När den tredje säsongen hade premiär, den 21 september 2009, blev den CBS högst rankade serie för den kvällen bland vuxna (18-49), med hela 12,83 miljoner tittare. Den 19 maj 2010, meddelades det att CBS skulle flytta serien till torsdagar klockan 20.00 inför 2010-2011. Den 12 januari 2011, meddelade CBS att serien skulle förlängas i ytterligare tre säsonger. Den femte säsongen hade premiär den 22 september på sin vanliga sändningstid med två avsnitt efter varandra.

## Roller

### Huvudroller
Dessa skådespelare har medverkat i alla säsonger (möjligen inte alla avsnitt) av serien:
- Johnny Galecki[10] som Leonard Leakey Hofstadter, Ph.D. – en experimentalfysiker med fokus på laser. Han har en IQ på 173 som mottog sitt Ph.D. (filosofie doktor) när han var 24 år gammal. Han delar lägenhet med sin kollega och bästa vän Sheldon Cooper. Manusförfattarna antydde direkt en potentiell romans mellan honom och grannen Penny, och den sexuella spänningen mellan dem utforskas ofta.
- Jim Parsons[11] – Sheldon Lee Cooper, uppvuxen i östra Texas. Han var ett underbarn som började college vid 11 års ålder (efter att ha gått ut femte klass), började en forskarutbildning vid 14 och tog sin doktorsexamen (Ph.D.) när han var 16. Han är en teoretisk fysiker som fokuserar på strängteori, och har en Master's Degree (akademisk examen), en Ph.D., en Sc.D. (Doctor of Science), och en IQ på 187. Han uppvisar en strikt följsamhet till rutiner, har svårt att förstå ironi och sarkasm och han är helt ointresserad av Leonards, Howards och Rajs kärleksproblem. Sheldon delar en lägenhet med Leonard Hofstadter och bor granne med Penny, och förlitar sig på dem båda för råd i sociala sammanhang.
- Kaley Cuoco[12] som Penny – blondinen som gärna stoltserar med att hon är "född och uppvuxen i Omaha, Nebraska". Hon bor tvärs över hallen från Sheldon och Leonard. Hon försöker sig på en skådespelarkarriär och har varit på många auditions men hittills utan större framgång. Hon försörjer sig genom att jobba som servitris och bartender på The Cheesecake Factory. Hittills har hennes efternamn som ogift inte avslöjats;[13] efter sitt giftermål med Leonard i säsong 9 framgår det att hon har bytt till hans efternamn Hofstadter. Har även en speciell vänskapsrelation till Sheldon, och sjunger bland annat sången Soft Kitty för honom då han är sjuk.
- Simon Helberg[14] som Howard Joel Wolowitz, M.Eng.[15] Howard jobbar som flygingenjör. Han lever tillsammans med sin mor, som är av judisk härkomst. Hans pappa lämnade dem när Howard var 11, och han har aldrig vetat varför. Howard har, till skillnad från Sheldon, Leonard och Raj, inte en Ph.D. Han försöker hävda sig genom att påpeka att han har en mastersexamen i teknik från MIT och att apparaterna han designar skjuts upp i rymden, till skillnad från hans vänners rent abstrakta arbeten. Han anser sig vara en charmör men hans idel misslyckade raggningsförsök är ofta på och över gränsen till sexuella trakasserier. Han hävdar att han är flerspråkig. Han dejtar och gifter sig sedan med Bernadette Rostenkowski.
- Kunal Nayyar[16] som Rajesh Ramayan Koothrappali, Ph.D. Rajesh kommer ursprungligen från New Delhi, Indien, och jobbar som astropartikelfysiker vid Caltech.[17] Hans familj bor kvar i Indien och han kommunicerar med dem via Skype. Han är väldigt blyg inför kvinnor och är fysiskt oförmögen att prata med dem såvida han inte dricker alkohol (eller tror att han druckit alkohol) (i senare säsonger så klarar han av att prata med kvinnor utan att dricka alkohol).Han har ofta haft mer tur med kvinnor än sin överdrivet självsäkra bäste vän, Howard. Hans föräldrar, Dr. och Mrs. V.M. Koothrappali, kan ses via webcam. Under den fjärde säsongen blir hans syster Priya ihop med Leonard.

### Återkommande roller
Dessa skådespelare var först gästskådespelare men blev sedan uppflyttade till huvudroller. Men, även efter uppflyttningen, står de bara med i avsnitten de är med i:
- Sara Gilbert som Leslie Winkle, Ph.D. (återkommande roll under säsong 1-3, men huvudroll under delar av säsong 2)[18][19] - en fysiker som jobbar i samma labb som Leonard. Utseendemässigt är hon Leonards kvinnliga motsvarighet. Hon är en av Sheldons fiender, på grund av deras motstridiga vetenskapliga teorier. De anser båda varandra vara intellektuellt underlägsna, men Leslie är vitsigare än Sheldon, och kallar honom "dumbass". Leslie är känd för att vara promiskuös, och hon har haft förhållanden utan engagemang med Leonard och senare Howard. Gilbert blev uppflyttad till huvudroll under den andra säsongen, men degraderades igen efter att manusförfattarna insåg att de inte kunde producera kvalitetsmaterial för henne i varje avsnitt.[18]
- Melissa Rauch[20] som Bernadette Rostenkowski, Ph.D. (återkommande roll säsong 3 avsnitt 5-14, huvudroll sedan avsnitt 4 säsong 4)[21] – en ung kvinna som från början är en servitris tillsammans med Penny för att ha råd med att studera mikrobiologi. Hon lägger fram sin doktorsavhandling och får sedan ett bra betalt jobb som forskare i säsong 4. Bernadette träffar Howard via Penny. De kommer inte alls överens i början, eftersom de inte verkar ha någonting gemensamt. När de märker att de båda har tjatiga mödrar, känner de en koppling. De förlovar sig i slutet av säsong 4.
- Mayim Bialik[22] som Amy Farrah Fowler, Ph.D. (gäst från avsnitt 23 säsong 3 tills avsnitt 5 säsong 4, huvudroll sedan avsnitt 8 säsong 4)[23] – en kvinna som Raj och Howard träffar via en dejtingsida efter att i hemlighet skapat ett konto i Sheldons namn. Sidan matchar henne med Sheldon, och de två delar många liknande egenskaper. När hon och Sheldon träffas, blir hon, som Sheldon beskriver det, en flicka som är hans vän, men inte hans "flickvän". Amy Fowler har doktorsexamen i neurovetenskap. I den första säsongens avsnitt "The Bat Jar Conjecture" föreslår Raj att rekrytera den riktiga Bialik till deras bowlinglag.
- Kevin Sussman som Stuart Bloom (gästroll säsong 2–5 och 7, huvudroll sedan säsong 8) han äger serietidningsaffären som grabbarna ofta besöker fram till säsong 7 då den brinner ner och han börjar jobba som personlig assistent till Howards mamma och flyttar in i hennes hus ända till hennes död i säsong 8. Han bor kvar i huset då Bernadette och Howard flyttar in där, tills han hittar eget hem i säsong 9. Han har examen från Rhode Island School of Design.
- Laura Spencer som Emily Sweeney (karaktär i The Big Bang Theory (gästroll 7–8, huvudroll sedan 9). Hon är hudläkare på Huntington Hospital. Hon börjar dejta Raj och de möts på en dejtingsajt online. Hon har dejtat Howard före Raj men dejten gick dåligt då han var magsjuk och spydde ner hennes badrum och han flydde ut genom fönstret. I slutet av säsong 7 så blir det ett par och hon blir Rajs flickvän. Raj gör slut med henne i säsong 9 men de fortsätter att vara vänner.

### Kändisar som medverkat i serien som sig själva
Ett antal kända person har varit med i serien och spelat sig själva:
- Buzz Aldrin:[25] "The Holographic Excitation"
- LeVar Burton:[26] "The Toast Derivation", "The Habitation Configuration", "The Champagne Reflection"
- Ellen DeGeneres:[27] "The Geology Elevation"
- Nathan Fillion:[28] "The Comic Book Store Regeneration"
- Carrie Fisher:[29] "The Convention Conundrum"
- Ira Flatow:[30] "The Vengeance Formulation", "The Discovery Dissipation"
- Summer Glau:[31] "The Terminator Decoupling"
- Brian Greene:[32] "The Herb Garden Germination"
- Stephen Hawking:[33] "The Hawking Excitation", "The Extract Obliteration", "The Relationship Diremption", "The Troll Manifestation", "The Celebration Experimentation", "The Geology Elevation"
- James Earl Jones:[34] "The Convention Conundrum"
- Stan Lee:[35] "The Excelsior Acquisition"
- Howie Mandel:[36] "The Re-Entry Minimization"
- Michael J. Massimino:[37] "The Friendship Contraction", "The Countdown Reflection", "The Decoupling Fluctuation", "The Re-Entry Minimization", "The Table Polarization", "The First Pitch Insufficiency"
- Elon Musk:[38] "The Platonic Permutation"
- Adam Nimoy:[39] "The Spock Resonance"
- Bill Nye:[40] "The Proton Displacement"
- Katee Sackhoff:[41] "The Vengeance Formulation", "The Hot Troll Deviation"
- Charlie Sheen:[42] "The Griffin Equivalency"
- Kevin Smith:[43] "The Fortification Implementation"
- George Smoot:[44] "The Terminator Decoupling"
- Brent Spiner:[45] "The Russian Rocket Reaction"
- George Takei:[46] "The Hot Troll Deviation"
- Neil deGrasse Tyson:[47] "The Apology Insufficiency"
- Adam West:[48] "The Celebration Experimentation"
- Steve Wozniak:[49] "The Cruciferous Vegetable Amplification"
- Bill Gates:[50] "The Gates Excitation"
- Mark Hamill:[51] "The Bow Tie Asymmetry"

## Övrigt
- Arbetsnamnet på serien var "Lenny, Penny, and Kenny".[källa behövs]
- Signaturlåten görs av Barenaked Ladies. [52]

## Avsnitt
Huvudartikel: Lista över avsnitt av The Big Bang Theory
| Säsong | Avsnitt | Första sändning                 |
| ------ | ------- | ------------------------------- |
| 1      | 17      | 24 september 2007 - 19 maj 2008 |
| 2      | 23      | 22 september 2008 - 11 maj 2009 |
| 3      | 23      | 21 september 2009 - 23 maj 2010 |
| 4      | 24      | 24 september 2010 - 19 maj 2011 |
| 5      | 24      | 22 september 2011 - 10 maj 2012 |
| 6      | 24      | 27 september 2012 - 16 maj 2013 |
| 7      | 24      | 27 september 2013 - 3 juni 2014 |
| 8      | 24      | 22 september 2014 - 7 maj 2015  |
| 9      | 24      | 21 september 2015 - 12 maj 2016 |
| 10     | 24      | 19 september 2016 - 11 maj 2017 |
| 11     | 24      | 25 september 2017 - 10 maj 2018 |
| 12     | 24      | 24 september 2018 - 16 maj 2019 |

## Priser
I augusti 2009 vann serien Television Critics Associations pris för bästa komediserie och Jim Parsons vann priset för bästa individuella prestation inom komedi. 2010 vann serien People's Choice Award för "Favorite Comedy", medan Parsons vann en Primetime Emmy Award i kategorin "Outstanding Lead Actor in a Comedy Series". Den 16 januari 2010, tilldelades Parsons en Golden Globe av Hollywood Foreign Press Association för "Best Actor in a Television Comedy or Musical", ett pris som delades ut av motspelerskan Kaley Cuoco. Den 18 september 2011 tilldelades Parsons ännu en gång en Emmy för "Best Actor in a Comedy Series".
Seriens producenter tilldelades priset The Torsten Wiesel Midnight sun award med motiveringen "För att ha fört in vetenskap i vardagsrum och på laptops världen runt i ett oemotståndligt komediformat genom tv-serien The big bang theory."

## DVD/Blu-ray
| Namn                         | Releasedatum       | Releasedatum       | Releasedatum       | Antal avsnitt | Information |
| Namn                         | Region 1           | Region 2           | Region 4           | Antal avsnitt | Information |
| ---------------------------- | ------------------ | ------------------ | ------------------ | ------------- | --- |
| The Complete First Season    | 2 september, 2008  | 12 januari, 2009   | 3 april, 2009      | 17            | - 3-disc box set - "Quantum Mechanics of The Big Bang Theory: Series Cast and Creators on Why It's Cool to Be a Geek". - Gag reel (Blu-ray exclusive) |
| The Complete Second Season   | 15 september, 2009 | 19 oktober, 2009   | 3 mars, 2010       | 23            | - 4-disc box set - Gag reel - "Physicist to the Stars: Real-Life Physicist/UCLA professor David Saltzberg's consulting relationship to the Show" - "Testing the Infinite Hilarity Hypothesis in relation to the Big Bang Theory: Season 2's Unique Characters and Characteristics" |
| The Complete Third Season    | 14 september, 2010 | 27 september, 2010 | 13 oktober, 2010   | 23            | - 3-disc box set - Set tour with Simon Helberg and Kunal Nayyar - Inside look on the third season - Gag reel |
| The Complete Fourth Season   | 13 september, 2011 | 26 september, 2011 | 5 oktober, 2011    | 24            | - 3-disc box set - Story of show's theme song with Barenaked Ladies - Music video for the theme song - Cast interviews - Gag reel |
| The Complete Fifth Season    | 11 september, 2012 | 3 september, 2012  | 3 oktober, 2012    | 24            | - 3-disc box set - "The Big Bang Theory at 100" - "The Big Bang Theory's Laws of Reflection" - "Professors of Production" - Gag reel |
| The Complete Sixth Season    | 10 september, 2013 | 2 september, 2013  | 11 oktober, 2013   | 24            | - 3-disc box set - "The Big Bang Theory: The Final Comedy Frontier" - "Houston, We Have a Sitcom" - "Electromagnetism: The Best Relationship Moments" - "The Big Bang Theory at Paleyfest 2013" - Gag reel                                                                         |
| The Complete Seventh Season  | 16 september, 2014 | 8 september, 2014  | 17 september, 2014 | 24            | - String Theory Serenade - James Earl Jones: The Un-Conventional Guest Star - BBTea Time - The Big Bang Theory's May the 4th - The Convention Conundrum - The Big Cendrowski - 2013 Comic-Con Panel - Gag Reel                                                                     |
| The Complete Eighth Season   | 15 september, 2015 | 14 september, 2015 | 16 september, 2015 | 24            | - Shooting Stars: BBT on BBT - 2014 The Big Bang Theory Comic-Con Panel - Constellation Prize - Here's To You, Carol Ann Susi - It's A Quark...It's An Atom...It's the #BBTSuperfans! - Gag Reel                                                                                   |
| The Complete Ninth Season    | 13 september, 2016 | 29 augusti, 2016   | 31 augusti, 2016   | 24            | - The Big Bang Theory Gives Back - BBT: The Big 200! - Love IS Rocket Science - Just Ask BBT: If I Had To Go To Mars... - Just Ask BBT: Who Will Get The Couch? - 2015 Comic-Con Panel - Gag Reel                                                                                  |
| The Complete Tenth Season    | 12 september, 2017 | 11 september, 2017 | 13 september, 2017 | 24            | - - 5 All-New Featurettes - #JustAskBBT - Mad Props - The Ever-Expanding Universe of The Big Bang Theory - Who's the Baby Now? - Best of The Big Bang Theory: 2016 Comic-Con Panel - Gag Reel                                                                                      |
| The Complete Eleventh Season | 11 september, 2018 | 24 september, 2018 | 12 september, 2018 | 24            | - - 3 All-New Featurettes - Best of The Big Bang Theory: 2017 Comic-Con Panel - Gag Reel |

## Young Sheldon
I september 2017 hade Young Sheldon premiär på CBS. Serien handlar om Sheldon Cooper när han var barn och även om hans familj. Jim Parsons (personen som spelar Sheldon Cooper i The Big Bang Theory) är berättarröst och spelar då den vuxna Sheldon i serien.